# Programa 863

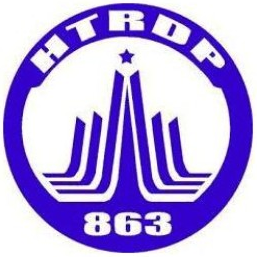
Información general y aplicativa del programa 863

El programa 863 (en chino simplificado, 863计划) o plan estatal para el desarrollo de alta tecnología (en chino simplificado, 国家高技术研究发展计划) es un programa fundado y administrado por el gobierno de la República Popular China que pretende estimular el desarrollo de tecnologías avanzadas en una amplia gama de campos con el propósito de hacer a China independiente financieramente de tecnologías extranjeras.
Algunos de los productos resultantes del programa 863 son la familia de procesadores Loongson (anteriormente llamada Godson) y la nave espacial Shenzhou.

## Historia
Nombrado por de su fecha de establecimiento (marzo de 1986, 86/3 en el calendario chino), el programa 863 fue propuesto en una carta al gobierno Chino por los ingenieros Kan-Chang Wang, Wang Daheng, Yang Jiaxi y Chen Fangyun y aprobado por Deng Xiaoping.
Después de su implementación durante el séptimo plan quinquenal del gobierno de la República Popular China, el programa continuó funcionando a través de los dos planes quinquenal siguientes, con una financiación del estado de unos 11.000 millones de RMB y unas 2000 patentes (nacionales e internacionales) como resultado.
Según el programa, se iban a gastar unos 200.000 millones de USD en tecnologías de la información y la comunicación, de los cuales 150.000 millones de USD fueron gastados para telecomunicaciones.
En 1996 se añadió la tecnología marina como campo tecnológico clave.
La implementación tuvo lugar durante el séptimo plan quinquenal y una actualización se hizo durante el periodo del décimo plan quinquenal, que duró desde 2001 hasta 2005.
En 2001, durante el décimo plan quinquenal, el programa fue consultado con expertos extranjeros. El resultado fue dar un enfoque más amplio para fortalecer la competitividad de China en la economía global. La evaluación práctica ha sido incluida en el programa como un proyecto de administración del sistema.

## Esquema
El programa inicialmente estaba centrado en siete campos tecnológicos clave:
- Biotecnología
- Tecnología espacial
- Tecnologías de la información y la comunicación
- Tecnología láser
- Ingeniería automática
- Desarrollo energético
- Nuevos materiales

Desde 1986, dos campos más han sido incluidos en el programa:
- Telecomunicaciones (1992)
- Tecnología marina (1996)